# フェル・ハウンド
フェル・ハウンド（英：Fell Hound）は、イギリス原産のセントハウンド犬種のひとつである。別名はフェル・フォックスハウンド（英：Fell Foxhound）、レイクランド・フォックスハウンド（英：Lakeland Foxhound）。

## 歴史
キツネ狩りがスポーツとして発展する前に誕生した犬種であるが、種として完成した年については13世紀の説と17世紀の説があり、どちらかははっきりしていない。地方独自の犬種で、イングリッシュ・フォックスハウンドの原始型とも呼ばれる犬種のひとつである。フェル・ハウンドのベースにはタルボット・ハウンドが使われていて、これに地元のセントハウンド犬種を掛け合わせることで作出された。
主にキツネ狩りを専門として行うのに使われた。パックで獲物のにおいを追跡し、発見するとパックのメンバーで協力して仕留めた。
レイクランドで人気のあった犬種だが、18世紀ごろにイングリッシュ・フォックスハウンドが作出されると次第に取って代わられるようになり、頭数は減少していった。1930年代にはイギリスで5つのパックが残るのみとなり、後にそれらの多くは解体されてバラ売りにされ、ほかの地元産の犬種に吸収され、絶滅してしまった。現在犬種としては姿を消してしまったが、地元の実猟犬の中にその血は受け継がれている。

## 特徴
通常のフォックスハウンドと比べると骨量が少なく細身で、サイズが小さく色が薄いのが特徴である。骨量が少ないのは先祖であるタルボット・ハウンドを軽量化して俊足にするためで、毛色が薄めなのは猟師が遠目で見てもキツネと見間違わないようにするためのものである。筋肉質の引き締まった体つきで、脚が長い。耳は垂れ耳、尾は飾り毛の少ない垂れ尾。コートはスムースコートで、毛色はホワイトかミルクを地として、それにレモンやカフェオレといった薄い色が入ったもの。体高等は不明だが、少なくともイングリッシュ・フォックスハウンドより体高は低かったとされる。